# La fiaba dello zar Saltan
La fiaba dello zar Saltan, o La favola dello zar Saltan (titolo originale in russo: Сказка о царе Салтане, о сыне его славном и могучем богатыре князе Гвидоне Салтановиче и о прекрасной царевне Лебеди, Fiaba dello zar Saltan, di suo figlio il famoso e possente bogatyr, principe Gvidon Saltanovič, e della bellissima zarevna-Cigno), è una fiaba in tetrametri trocaici e rime baciate di Aleksandr Sergeevič Puškin, scritta nel 1831 e edita l'anno successivo.

## Trama

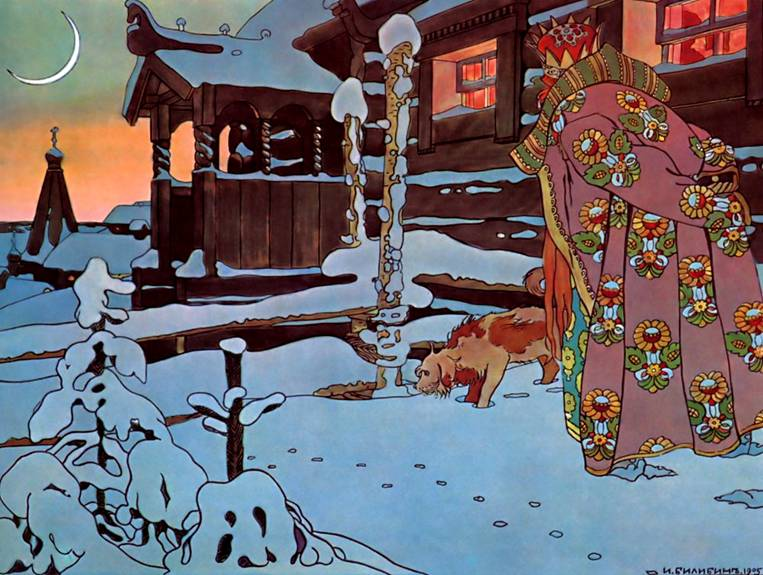
"Lo zar Saltan presso la finestra delle tre sorelle", illustrazione di Bilibin

Una sera tre sorelle filano alla finestra e nel corso della conversazione, l'una si dice pronta, se fosse zarina, a preparare un sontuoso banchetto per tutti i cristiani, l'altra a tessere una tela grande quanto il mondo, e la terza a dare al marito un figlio valoroso. A queste parole, lo zar in persona, che aveva ascoltato il colloquio passando per il giardino, entra in casa e ordina alle tre di seguirlo alla reggia, per essere l'una cuoca, l'altra tessitrice e l'ultima, sua sposa. Il matrimonio è celebrato immediatamente, la notte stessa la zarina resta incinta, e l'indomani Saltan parte per la guerra.
Quando la zarina partorisce un bel bambino, invia subito un messo dal marito per annunciargli il lieto evento. Ma le due sorelle e la baba Babaricha, sostituiscono il corriere con un altro e a questo affidano un messaggio in cui è detto che la zarina ha messo al mondo «uno strano animaletto». Saltan, ricevuta la notizia, consegna al nunzio un ordine nel quale è scritto che punirà la moglie al suo ritorno. Di nuovo le tre intriganti intercettano il messo, lo fanno ubriacare e scambiano il suo ordine con uno che comanda di annegare zarina e prole. I boiari obbediscono e mettono in una botte la moglie e il figlio dello zar, il principe Gvidon, e la gettano in mare.

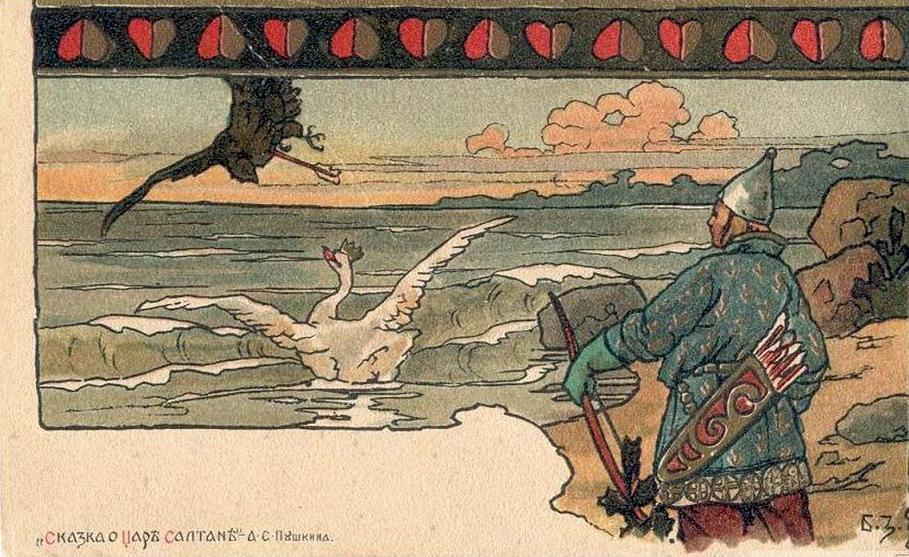
"Il principe Gvidon salva il cigno bianco", illustrazione di Zvorykin (1872-1942)

Nella botte il principe cresce prodigiosamente e invoca l'aiuto delle onde, che fanno riparare lui e la zarina sull'isola di Bujan. Ormai giovane uomo, Gvidon, scoperchia la botte e ritrova la libertà assieme alla madre. Dovendo procacciarsi il cibo costruisce un arco con il ramo di una quercia, il nastrino della croce che porta al collo e una canna flessibile, e parte per la caccia, quando ode un lamento levarsi dal mare. Vede un bellissimo cigno bianco minacciato da un nibbio e usa la sua unica freccia per colpire il rapace. Il cigno si avvicina al suo salvatore e, senza mostrare le sue vere fattezze, gli rivela di essere in realtà una fanciulla, che il nibbio era uno stregone, e gli promette una degna ricompensa per l'atto compiuto. Difatti, l'indomani, al suo risveglio, lo zarevic scorge laddove non c'era nulla una meravigliosa città dalle nivee cinta e apprende di esserne divenuto il re per volere dei suoi abitanti.
Approda sull'isola una goletta. I marinai sono tutti stupiti di trovare una città fortificata con le cupole dorate e uno scalo ben protetto su un luogo un tempo deserto. A Gvidon, che li interroga, dicono di avere a bordo pellicce da smerciare nel regno dello zar Saltan. Il principe, augurando loro buon viaggio, li invita a porgere i suoi saluti al gran sovrano. Ma poi mesto si spinge fino a riva e qui subito si presenta il cigno a domandargli ragione di tanta tristezza. Gvidon spiega che vorrebbe rivedere il padre, e il cigno, trasformatolo in una zanzara con gli schizzi d'acqua prodotti dal suo batter d'ali, gli consente di viaggiare, non riconosciuto, sulla nave e di pervenire alla corte dello zar.

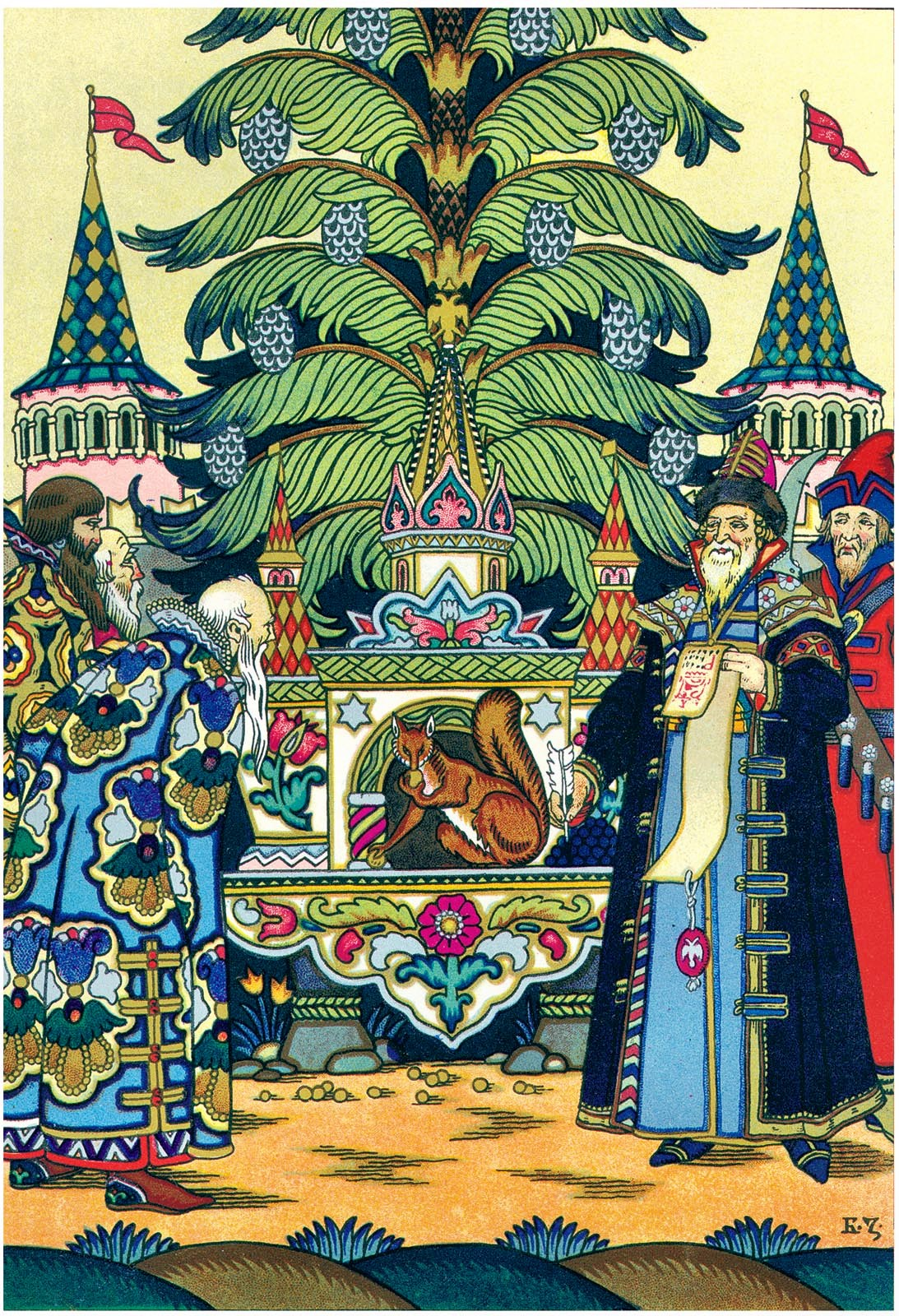
"Il prodigio dello scoiattolo", illustrazione di Boris Zvorykin

Saltan accoglie i visitatori e chiede loro se hanno visto qualche meraviglia. I mercanti gli raccontano dell'isola deserta di Bujan, abitata da una sola quercia che all'improvviso si era cangiata in una fastosa città con giardini, cupole dorate, e aveva per sovrano il principe Gvidon. Lo zar esprime il desiderio di vedere l'isola, ma la cuoca, che gli sta accanto con la sorella e la baba Babaricha, ribatte che una cosa simile non è nulla in confronto a uno scoiattolo canterino, che sotto un abete si nutre di noci dai gusci d'oro e i gherigli di smeraldo. Si stupisce Saltan e s'adira la zanzara che, pungendo la zia all'occhio destro, la lascia orba, per volare poi verso il mare. Il cigno gli va incontro e lui gli parla dello scoiattolo e di quanto vorrebbe avere sulla sua isola un prodigio tanto stupefacente. Così accade e Gvidon, felice, fa costruire per il roditore una casa di cristallo e ordina a uno scrivano di tener conto delle noci dai gusci d'oro e dai gherigli di smeraldo.

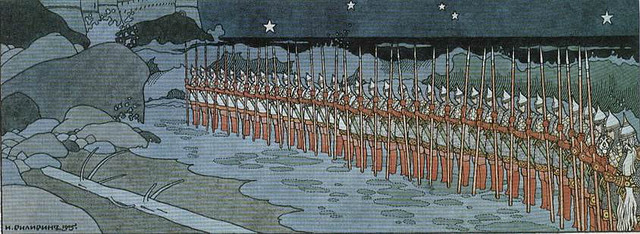
"Il prodigio dei trentatré bogatyri", illustrazione di Ivan Bilibin

La storia si ripete. A Bujan attracca una seconda goletta con un carico di cavalli diretta nel regno di Saltan. Gvidon, spruzzato dal cigno, si muta in mosca e nascosto nella nave ricompare alla corte del padre, sempre attorniato dalle cognate e dalla baba Babaricha. I mercanti porgono allo zar gli omaggi del principe Gvidon, governante della città nata sull'isola deserta, dove in una casa di cristallo vive uno scoiattolo che rode noci dai gusci d'oro e dai gherigli di smeraldo, e tutti gli abitanti ha reso ricchi. Lo zar, sempre più sbalordito, si dice speranzoso di recarsi in quel luogo incantato, ma la tessitrice narra di un portento ben più d'effetto: trentatré giovani bogatyri, audaci, giganteschi, ricoperti di squame, emergono dalle acque schiumose e si portano a riva. La mosca, indispettita, punge la tessitrice all'occhio sinistro e l'acceca, quindi vola via dal cigno e gli riferisce di quest'altra meraviglia. Sulle sponde del mare di Bujan appaiono allora i trentatré bogatyri, inviati dal cigno, con il loro comandante, il quale promette a Gvidon di proteggere d'ora innanzi la sua gloriosa città.
Per la terza volta una goletta, che trasporta oro, argento e tessuti in damaschino, fa una sosta all'isola di Bujan prima di recarsi dallo zar Saltan. Il cigno opera l'ennesimo incantesimo su Gvidon e questi, sotto le sembianze di un calabrone, torna al cospetto del padre. I mercanti descrivano le meraviglie viste nella città del principe Gvidon e lo zar di nuovo manifesta il desiderio di andarci, ma la baba Babaricha prova a dissuaderlo prospettandogli un portento ancor più grande.
(Fiabe di Puškin e pitture di Paleh, San Pietroburgo, Ed. Il cavaliere di bronzo, 2014, pp. 97-98)

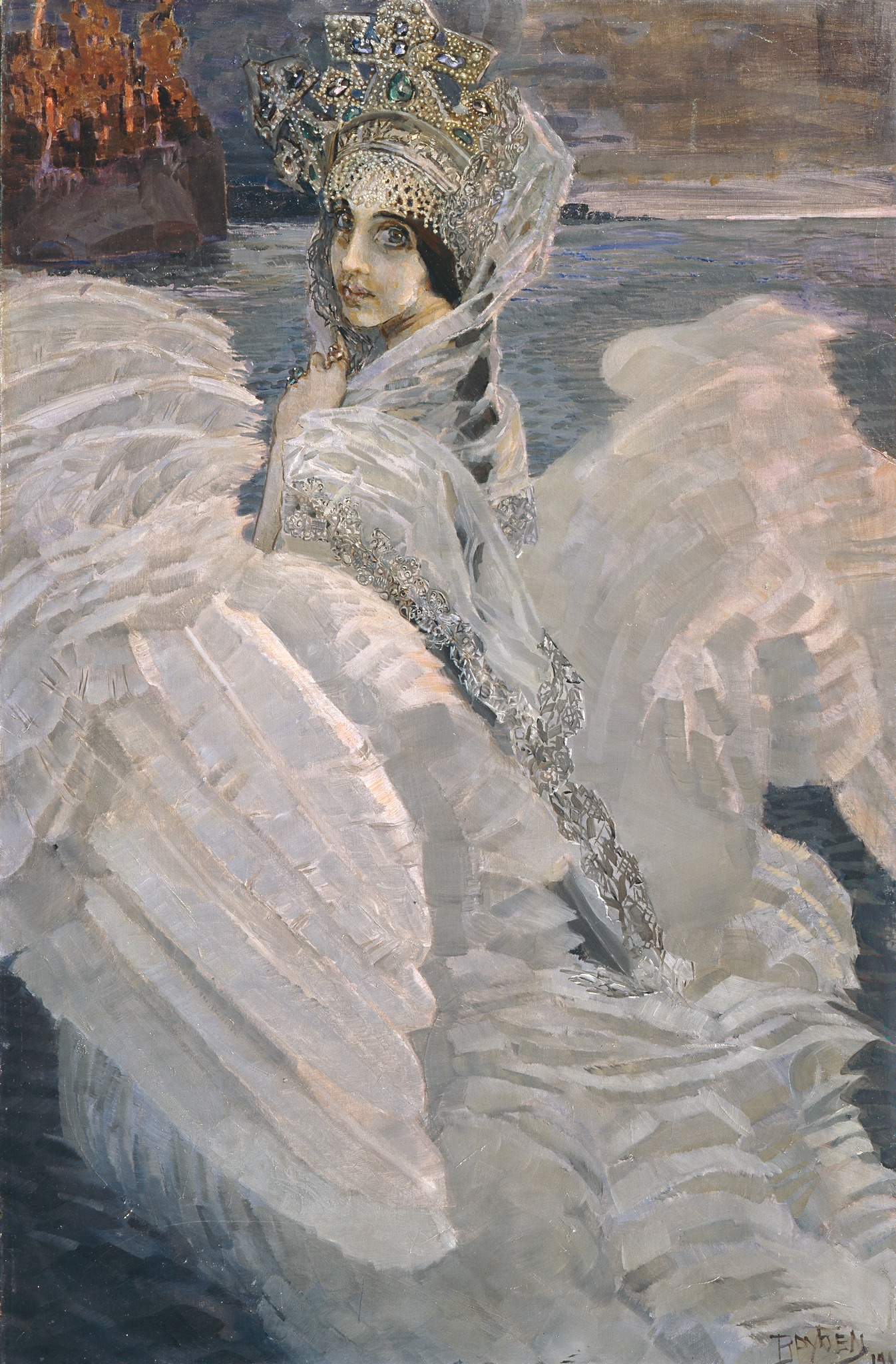
"La zarevna-cigno", opera di Michail Vrubel', conservata alla Galleria Tret'jakov di Mosca

Il calabrone, contrariato ma pietoso, risparmia l'occhio della vecchia Babaricha e le punge il naso. Quindi vola via dal cigno e gli confida che vorrebbe sposarsi con la zarevna del racconto testé udito. A quel punto il cigno si mostra a Gvidon con le sue vere fattezze: è lei la zarevna di cui sta parlando. Con la benedizione della madre, Gvidon e la zarevna-cigno si uniscono in matrimonio.
Getta l'ancora sull'isola di Bujan una goletta con mercanzie di contrabbando, diretta a Oriente, dove regna lo zar Saltan. Gvidon, stavolta, resta con la sua sposa e non parte con la nave. Lo zar nel sentire ancora decantare i prodigi del regno di Gvidon, non resiste più e con la sua flotta si mette in viaggio. Giunto a Bujan, con la cuoca, la tessitrice e la baba Babaricha, è accolto dal figlio e condotto al palazzo reale. Qui Saltan riconosce nella madre di Gvidon la sua zarevna e commosso abbraccia moglie e figlio. Le tre, cuoca, tessitrice e Babaricha, tentano inutilmente la fuga. Acciuffate, sono costrette a confessare in lacrime i loro intrighi, ma lo zar, pieno di gioia, rinuncia alla vendetta e le rimanda a casa.

## Edizione di riferimento
- Aleksandr S. Puškin, Fiaba dello zar Saltan, di suo figlio il famoso e possente bogatyr principe Gvigon Saltanovič e della bellissima zarevna-Cigno, in Fiabe di Puškin e pitture di Paleh [sic] (trad. Cesare G. De Michelis), San Pietroburgo, Ed. Torgovyj dom "Mednyj vsadnik", 2014, pp. 78–106, ISBN 978-5-93893-871-7.

## Adattamenti

### Cinema
- Skazka o care Saltane, film d'animazione sovietico del 1943
- La fiaba dello zar Saltan, film sovietico del 1966
- Il principe e lo zar, film d'animazione sovietico del 1984

### Musica
- La fiaba dello zar Saltan, opera di Nikolaj Rimskij-Korsakov

### Teatro
- La fiaba dello zar Saltan, Moldavia spettacolo del Teatro Russo di Stato di Chișinău intitolato a A. P. Čechov (!999), diretto da Băno Axionov[2]